# Le Chat Noir
Le Chat Noir var en fransk kabaret grundlagt i 1881 i Paris. Navnet betyder den sorte kat, og den og Moulin Rouge er de mest kendte historiske franske kabaretter. Kabaretten begyndte stil- og underholdningen, der blev synonym med kabaret, selv om ordet "cabaret" på fransk betyder kro. Le Chat Noir blev stiftet af maleren Rodolphe Salis som protest mod den ellers letbenede underholdning, han mente fandtes, og havde til huse på Boulevard Rochechouart nær Montmartre, hvorefter den flyttede til nye lokaler og ophørte i 1897. efter Salis død
Nyskabelsen bestod i optræden af digtere, sangere, humorister og tegnere, der med et særligt samfunds- politisk satirisk indhold i et miljø, hvor den intime stemning adskilte sig fra fx teatre. Desuden understregede Le Chat Noir sin frisindede tilgang ved at udgive sit eget satiriske Chat noir.

## Indflydelse på kulturlivet
Le Chat Noir fik en enorm indflydelse ved at skabe, hvad der nærmest blev til genren kendt som kabaret. Foruden grundlæggelsen af denne genre, var dens indflydelse fra starten så stor, at der i årene efter blev åbnet kabaretter i andre Europæiske lande af samme navn, dels for at hylde generen, dels fordi selve Chat Noir var blevet velkendt i kulturkredse i Europa. Blandt andet åbnende Schwarzer Katz I Berlin i 1907. Tyskland videreudviklede et årti senere genren til den særlige tyske Kabarett, og i Oslo åbnede Chat Noir dørene i 1912. Norske Chat Noirs lokaler bliver stadig brugt til revyforestillinger, i dag som anneksscene under Nationalteatret.
Kabaretten er stadig kendt som oprindelsen til en hel genre og for dens store indflydelse i samtiden. I Paris er der i dag en cafe af samme navn på samme sted, hvor Le Chat Noir ophørte i 1897. Der er mindesplaketter i Paris ved de originale lokaler, og referencer til stedet findes i mange film og andre kunstværker m.m.